# León Strembel
León Strembel – piłkarz argentyński, pomocnik.
Strembel rozpoczął karierę piłkarską w 1939 roku w klubie CA Lanús, gdzie grał do 1944 roku. Pierwszą bramkę w lidze argentyńskiej zdobył 16 sierpnia 1942 roku w zremisowanym 2:2 meczu przeciwko CA Tigre.
W 1945 roku przeszedł do klubu Racing Club de Avellaneda. W tym samym roku razem z reprezentacją Argentyny wygrał turniej Copa Lipton 1945.
Jako piłkarz klubu Racing wziął udział w turnieju Copa América 1946, gdzie Argentyna drugi raz z rzędu zdobyła tytuł mistrza Ameryki Południowej. Strembel zagrał we wszystkich pięciu meczach - z Paragwajem, Boliwią, Chile, Urugwajem (w 65 minucie zmienił go Saúl Ongaro) i Brazylią (w 30 minucie zmienił go Saúl Ongaro).
W 1947 roku Strembel przeszedł na krótko do klubu Atlanta Buenos Aires, po czym w 1948 roku wrócił do klubu Lanús. W 1956 roku razem z Lanús zdobył tytuł wicemistrza Argentyny.
W drużynie klubu Lanús grał do końca swej kariery w 1957 roku. Łącznie w lidze argentyńskiej rozegrał 304 meczów i zdobył 9 bramek.